# ブラボーミュージック
『ブラボーミュージック』は、ソニー・コンピュータエンタテインメントから発売されたPlayStation 2専用音楽ゲーム。開発はシリーズを通してデザートプロダクションが担当している。
合言葉は“茶の間にチャイコフスキー”。プレイヤーは少年オーケストラ「Bravoes」の指揮者・タクトとなってオーケストラ演奏の指揮を行い、演奏を創り上げていく。

## ルール
- 指揮をするときに大切なのは「曲のテンポの指示」「音の強弱の指示」「パートへの指示」の3つである。
- 「テンポ」は、画面上に表示される「キューポイント」に「キューボール」が重なった時にタクト用ボタンを押せばよい。タイミングによって「タイミングも強さもバッチリ」「タイミングがまあまあ」「タイミングが早すぎる」「タイミングが遅すぎる」などの評価が表示される。
- 「音の強弱」は「キューポイント」の周りの色が「赤」なら強く、「緑」なら普通に、「青」なら弱くタクト用ボタンを押せばよい。押す強さによって「タイミングも強さもバッチリ」「強さが違う」などの評価が表示される。
- 「パートへの指示」は「キューポイント」に矢印が表示された時に、パート用ボタンを押しながらタクト用ボタンを押せばよい。
- 演奏の評価は「テンションメーター」で表される。テンションメーターは1小節演奏するたびに上下し、曲が終わった時にメーターがいっぱいになっているとステージクリアである。
- 高い評価のまま曲を演奏し続けると、別の曲に演奏が移る「メドレーモード」になる。このメドレーモードで曲を出現させないと、すべての曲を演奏できるようにならない。
- ステージをクリアしていくと最後にコンサートを開くことになり、これが成功するとゲームクリアである。

## ブラボーミュージック
シリーズ1作目。演奏できる曲数は34曲。

### あらすじ
音楽の町として栄えたBravoタウンの音楽堂が取り壊されることになった。音楽堂に住む妖精シンフォニーは音楽堂を救うために指揮者タクトの前に姿をあらわす。タクトは音楽堂を取り壊しの危機から救うことはできるのか。

### 曲目リスト
曲名、作曲者はすべてゲーム内の表記の通り。
- ハンガリー舞曲 第6番 ニ長調 … ヨハネス・ブラームス
- ハンガリー舞曲 第5番 ト短調 … ヨハネス・ブラームス
- 魔法使いの弟子 … デュカス
- 雷鳴と稲妻 … ヨハン・シュトラウス2世
- 「動物の謝肉祭」より「フィナーレ」 … サン・サーンス
- フィガロの結婚 … W.A.モーツァルト
- バレエ音楽「白鳥の湖」より「情景」 … チャイコフスキー
- 「カルメン」より「闘牛士の歌」 … ビゼー　※画面では「闘牛士の歌」と表記されているが、実際に流れる曲は「闘牛士」（序曲）である。
- 組曲「惑星」より「火星」… ホルスト
- はげ山の一夜 … ムソルグスキー
- 剣闘士の入場 … ユリウス・フチーク
- 星条旗よ永遠なれ … スーザ
- バレエ音楽「くるみ割り人形」より「マーチ」 … チャイコフスキー
- バレエ音楽「くるみ割り人形」より「トレパーク」 … チャイコフスキー
- スラヴ舞曲 第7番 … ドヴォルザーク
- 天国と地獄 序曲 … オッフェンバック
- 組曲「展覧会の絵」より「バーバ・ヤガーの小屋」 … ムソルグスキー
- 組曲「惑星」より「木星」 … ホルスト
- バレエ音楽「白鳥の湖」より「4羽の白鳥の踊り」 … チャイコフスキー
- 組曲「ペール・ギュント」より「朝」 … グリーグ
- ラコッツィ行進曲 … ベルリオーズ
- 「ウイリアムテル」序曲 … ロッシーニ
- ラデツキー行進曲 … ヨハン・シュトラウス1世
- 威風堂々 … エルガー
- クシコスポスト … ネッケ
- おもちゃの交響曲 … レオポルド・モーツァルト　※実は誤り。当該曲のリンク先参照。
- アイネ・クライネ・ナハトムジーク … W.A.モーツァルト
- バレエ音楽「くるみ割り人形」より「あし笛の踊り」 … チャイコフスキー
- 「アルジェリア組曲」より「フランス軍隊行進曲」 … サン=サーンス
- 熊蜂の飛行 … リムスキー=コルサコフ
- 組曲「展覧会の絵」より「殻のついたひなの踊り」 … ムソルグスキー
- ディベルティメントno.1 変ホ長調 K.113 … W.A.モーツァルト
- 「アルルの女」組曲第2番より「ファランドール」 … ビゼー
- 組曲「ペール・ギュント」より「山の魔王の宮殿にて」 … グリーグ

## ブラボーミュージック Christmas Edition
シリーズ2作目。演奏できる曲数は12曲。価格が安いが、追加ディスクではない。

### あらすじ
「タクト」をリーダーとする楽団「ブラボーズ」は1週間後のクリスマスコンサートに向けて、はりきって練習に取り組んでいる。そんな中、メンバーの一人、マリーは浮かない顔。コンサートは成功するのか、またマリーの悩み事は解決するのか。

### 曲目リスト
曲名、作曲者はすべてゲーム内の表記の通り。
- もろびとこぞりて … ローウェル・メイソン
- スケーターズ・ワルツ … ワルトトイフェル
- サンタが街にやってくる … フレッド・クーツ（英語版）
- ジングルベル … ジェームス・ピアポント（英語版）
- おめでとうクリスマス … イギリス民謡
- きよしこの夜 … フランツ・グルーバー（ドイツ語版）
- 歌劇「イーゴリ公」より「だったん人の踊り」 … ボロディン
- 交響曲第9番 第4楽章 … ベートーヴェン
- 交響曲第40番 K.550 第1楽章 … W.A.モーツァルト
- カノン … パッヘルベル
- 春の声 … ヨハン・シュトラウス2世
- 主よ、人の望みの喜びよ … J.S.バッハ

## ブラボーミュージック 超名曲盤
シリーズ3作目。演奏できる曲数は12曲。価格が安いが、追加ディスクではない。限定版には『オトスタツ』の体験ディスクが付いていた。

### あらすじ
「タクト」と「ブラボーズ」の評判は火星にまで広がり、火星人たちは「地球の音楽は素晴らしい!」と地球へ向かう。火星人を怒らせないためにも、1週間後のコンサートは必ず成功させなくてはならない。

### 曲目リスト
曲名、作曲者はすべてゲーム内の表記の通り。
- 交響曲第5番「運命」第1楽章 … ベートーヴェン
- G線上のアリア … J.S.バッハ
- バレエ音楽「くるみ割り人形」より「花のワルツ」 … チャイコフスキー
- 連作交響詩「我が祖国」より「モルダウ」 … スメタナ
- 交響曲第9番「新世界より」第4楽章 … ドヴォルザーク
- 美しく青きドナウ … ヨハン・シュトラウス2世
- ユモレスク … ドヴォルザーク
- 協奏曲集「四季」より「春」第1楽章 … ヴィヴァルディ
- ワシントン・ポスト … スーザ
- カヴァレリア・ルスティカーナ - 間奏曲 … マスカーニ
- 歌劇「ワルキューレ」より「ワルキューレの騎行」 … ワーグナー
- ツァラトゥストラはかく語りき … リヒャルト・シュトラウス

## Let's ブラボーミュージック
シリーズ4作目にして最終作。演奏できる曲数は44曲+PlayStation BB Unitを使ったダウンロード曲36曲（サービスはすでに終了）。今作では指揮者と演奏者になって2人で遊べる「COUPLE CONCERT」が追加された。また、前述の『ザ・マエストロムジーク』の「ザ・マエストロムジーク専用バトン・コントローラ（指揮棒）」に対応している。

### あらすじ
夢の中でマエストロ「タクト・ブラボー」は6人の指揮者から不思議な古い本を託される。指揮者たちはこの本を音楽の力で満たしてほしいと言うが…。

### 曲目リスト
曲名、作曲者はすべてゲーム内の表記の通り。
- フニクリ・フニクラ … ルイージ・デンツァ
- 軍隊行進曲 … シューベルト
- アンネン・ポルカ … ヨハン・シュトラウス2世
- 喜歌劇「軽騎兵」序曲 … フランツ・スッペ
- シシリエンヌ … フォーレ
- ディヴェルティメント 第1番 ニ長調 第1楽章 … モーツァルト
- 組曲「水上の音楽」より「ア・ラ・ホーンパイプ」 … ヘンデル
- 交響組曲「シェラザード」より「若い王子と王女」 … リムスキー=コルサコフ
- ハンガリー舞曲 第1番 ト短調 … ブラームス
- 交響詩「ローマの松」より「アッピア街道の松」 … レスピーギ
- バレエ音楽「眠れる森の美女」より「ワルツ」 … チャイコフスキー
- 双頭の鷲の旗のもとに … J・F・ワーグナー
- 「動物の謝肉祭」より「序奏とライオンの行進」 … サン=サーンス
- スラヴ舞曲 第10番 ホ短調 … ドヴォルザーク
- ピアノ協奏曲イ短調 第1楽章 … グリーグ
- 夜想曲 第2番 変ホ長調 … ショパン
- ピアノ協奏曲第1番変ロ短調 第1楽章 … チャイコフスキー
- 「カルメン」組曲より「闘牛士の歌」 … ビゼー
- 「カルメン」組曲より「アラゴネーズ」 … ビゼー
- 「カルメン」組曲より「ハバネラ」 … ビゼー
- 歌劇「サムソンとデリラ」より「バッカナール」 … サン=サーンス
- スラヴ舞曲第1番 ハ長調 … ドヴォルザーク
- バレエ音楽「シルビア」より「バッカスの行進」 … レオ・ドリーブ
- スラヴ行進曲 … チャイコフスキー
- スラヴ舞曲第8番 ト短調 … ドヴォルザーク
- バイオリン協奏曲ホ短調 第1楽章 … メンデルスゾーン
- 「レクイエム」より「怒りの日」 … ヴェルディ
- 結婚行進曲 … メンデルスゾーン
- 歌劇「アイーダ」より「凱旋行進曲」 … ヴェルディ
- 交響曲第25番 ト短調 第1楽章 … モーツァルト
- 交響曲第41番 ハ長調「ジュピター」 第1楽章 … モーツァルト
- 序曲「コリオラン」 … ベートーヴェン
- 交響曲第7番 イ長調 第4楽章 … ベートーヴェン
- 組曲「惑星」より「木星」 … ホルスト
- 「夜想曲」より「祭」 … ドビュッシー
- 組曲「展覧会の絵」より「プロムナード」 … ムソルグスキー
- 剣士の入場 … ユリウス・フチーク
- ピアノソナタ第14番 要ハ短調「月光」 第1楽章 … ベートーヴェン
- トルコ行進曲 … モーツァルト
- 「カルメン」組曲より「闘牛士」 … ビゼー
- 「ペールギュント」組曲より「山の魔王の宮殿にて」 … グリーグ
- 「ウイリアム・テル」序曲 … ロッシーニ
- ラデツキー行進曲 … ヨハン・シュトラウス1世
- 威風堂々 … エルガー

### ダウンロード曲目リスト
曲名、作曲者はすべてゲーム内の表記の通り。
- 交響曲第5番ハ短調「運命」 第4楽章 … ベートーヴェン
- 交響曲第9番ホ短調「新世界より」 第2楽章 … ドヴォルザーク
- 愛の挨拶 … エルガー
- 荒城の月 … 瀧廉太郎
- 協奏曲集「四季」第3番ヘ長調「秋」 第1楽章 … ヴィヴァルディ
- 夜想曲 第20番 ハ短調 … ショパン
- 協奏曲集「四季」第2番ト短調「夏」 第3楽章 … ヴィヴァルディ
- 「レクイエム（K.626）」より「怒りの日」 … モーツァルト
- エリーゼのために … ベートーヴェン
- 行進曲「錨を上げて」 … ツィンマーマン
- ピアノソナタ第8番嬰ハ短調「悲そう」 第2楽章 … ベートーヴェン
- 亡き王女のためのパヴァーヌ … モーリス・ラヴェル
- 大きな古時計 … H.C.ワーク
- 「ニュルンベルクのマイスタージンガー」前奏曲 … ワーグナー
- 魔王 … シューベルト
- 士官候補生 … スーザ
- ラ・カンパネラ … リスト
- 交響曲第9番 ニ短調 第2楽章 … ベートーヴェン
- 協奏曲集「四季」第1番ホ長調「春」 第3楽章 … ヴィヴァルディ
- 練習曲第3番ホ長調「別れの曲」 … ショパン
- 「ユダ・マカベウス」より「見よ、勇者は帰る」 … ヘンデル
- ジムノペディ第1番 … エリック・サティ
- 協奏曲集「四季」第4番ヘ短調「冬」第3楽章 … ヴィヴァルディ
- 歌劇「ジョコンダ」より「時の踊り」 … ポンキエルリ
- ブランデンブルク協奏曲第5番ニ長調 第1楽章 … J.S.バッハ
- 「シバの女王ベルキス」より「狂宴の踊り」 … レスピーギ
- ポルカ・シュネル「おしゃべりな可愛いお口」 … ヨゼフ・シュトラウス
- 協奏曲集「四季」第4番ヘ短調「冬」第1楽章 … ヴィヴァルディ
- 旧友 … タイケ
- 歌劇「ルスランとリュドミラ」序曲 … グリンカ
- 喜歌劇「こうもり」序曲 … ヨハン・シュトラウス2世
- アヴェ・マリア … シューベルト
- キラキラ星変奏曲 … モーツァルト
- 協奏曲集「四季」第4番ヘ短調「冬」第2楽章 … ヴィヴァルディ
- ボレロ … モーリス・ラヴェル
- クリスマスメドレー（使用曲：もろびとこぞりて、ジングルベル、おめでとうクリスマス、きよしこの夜） … ローウェル・メイソン、ジェームス・ピアポント、イギリス民謡、フランツ・グルーバー